# VIe siècle av. J.-C.
IIe millénaire av. J.-C. |
Ier millénaire av. J.-C. | 
Ier millénaire
../.. |
VIIIe siècle av. J.-C. | 
VIIe siècle av. J.-C. |
VIe siècle av. J.-C. | 
Ve siècle av. J.-C. |
IVe siècle av. J.-C. | 
../..
Années -590 | Années -580 | Années -570 | Années -560 | Années -550 
 Années -540 | Années -530 | Années -520 | Années -510 | Années -500
Voir aussi : Liste des siècles, Chiffres romains

## Événements

### Asie
- À partir de 600 av. J.-C., dans la Chine de la Période des Printemps et Automnes, l’ordre ancien se dégrade lentement. À la hiérarchie nobiliaire, au respect des statuts traditionnels, se substituent des rapports de force, non seulement entre royaumes, mais aussi et surtout à l’intérieur même des royaumes. Les grandes familles mènent les luttes violentes pour s’emparer du pouvoir, princes et barons s’opposent, et les chefs de royaumes tentent de se libérer des familles les plus puissantes. Ces luttes aboutissent tantôt à l’élimination de la noblesse consanguine au profit d’hommes nouveaux, entièrement dévoués au prince (ainsi à Jin, à la fin du VIIe siècle av. J.-C.), tantôt à l’usurpation de fait (à Lu en 562 av. J.-C.), tantôt à l’usurpation complète des prérogatives princières (à Qi au début du Ve siècle av. J.-C.), tantôt à des divisions territoriales (à Jin en 453 av. J.-C.)[1].

- La tribu indo-européenne des Sakyas s’établit à la frontière de l'Inde et du Népal[2].
- Seize principautés se sont développées dans la vallée du Gange pendant la Période védique, autour de grandes cités protégées par des remparts de brique crue[3].
- Littérature védique attestée en Inde (sutras). L’écriture kharoshthi, d’origine araméenne, apparaît en Inde[4].

### Proche-Orient
- En 587 av. J.-C., Jérusalem est prise par les Chaldéens, son temple est détruit et le royaume de Juda devient simple province babylonienne. Quelque 20 000 personnes, soit la plus grande partie de son élite économique et politique, est déportée vers Babylone. Les Juifs y découvrent le zoroastrisme[5].
- Cyrus II, Grand roi de Perse, fait la conquête de Babylone et de ses provinces. Il autorise en 538 av. J.-C. les Juifs à retourner vers la Palestine, mais la situation économique n'y est pas très favorable et beaucoup restent dans l'empire Perse, cependant selon la Bible, 42 000 d'entre eux reviennent[5].

### Europe
- Vers 800-480  av. J.-C. : apogée de la période archaïque en Grèce ; expansion de l’hellénisme en Méditerranée, développement artistique sans précédent, naissance en Ionie de la « pensée grecque ».
- Vers 600  av. J.-C. : fondation de Marseille par les Phocéens. Stabilisation du commerce grec en Méditerranée occidentale[6]. Ouverture de contacts commerciaux entre les Celtes au nord-ouest des Alpes et les colonies grecques de Méditerranée occidentale.
- Vers 600-590 : début de la céramique attique à figures noires[7].
- 594-593 av. J.-C. : archontat de Solon. Naissance de la démocratie en Grèce antique, selon Aristote et ses disciples dans la constitution d'Athènes[8].
- 510-506 av. J.-C. : Sparte prend la tête de la ligue du Péloponnèse[9].

- Larissa, fief des Aleuades dirige la confédération thessalienne[10].
- Colonisation de la Chersonèse taurique (actuelle Crimée)[11]. Colonisation milésienne dans le Pont (Sinope, Trapézonte).

- 509 av. J.-C. : renversement et exil de Tarquin le Superbe et abolition de la royauté à Rome. Mise en place progressive d'un régime républicain et oligarchique.

- Vers 508-504  av. J.-C. : bataille d'Aricie opposant la cité étrusque de Clusium et son roi Porsenna (qui a probablement pris Rome) aux Latins et à la colonie grecque de Cumes. Ces derniers en sort victorieux et Porsenna doit abandonner Rome.

- Entre la fin du VIe siècle et le milieu du Ve siècle, un régime républicain oligarchique basé sur la tyrannie s’instaure dans la plupart des cités étrusques en Italie[12] où se développe une société quasi égalitaire (égalité des sexes et classe unique)[13]. L’expansion pacifique des Étrusques se fait au nord vers Florence et la plaine du Pô, au sud jusqu’au Tibre où les populations italiques (Falisques, Capénates et Latins) sont «étrusquisées»[12]. Les trafics commerciaux étrusques sont à leur apogée : vin et huile vers la Corse, la Sardaigne, la Sicile, Carthage, la Provence, le Languedoc (Lattes) et la Grèce.

- Civilisation ibère en Andalousie[14] : Turdetani du Guadalquivir, Bastetani de l’Est andalou, Contestani d’Elche, Edetani dans le Valencien[15]. Les peuples ibères, qui ont en commun la religion (sanctuaire de Cerro de los Santos, d’Elche, de Despeñaperros), ont une société aristocratique dominée par des chefs auxquels les guerriers sont liés jusqu’à la mort par des liens de fidélité. Leur structure militaire est attestée par des places fortes que les Romains auront du mal à conquérir, comme Osuna ou Carmona en Andalousie et Sagonte dans la région de Valence.
- Installation de peuples celtes, dont les Lusitaniens, dans l’ouest de la péninsule Ibérique[16]. Ils développent la métallurgie du bronze et du fer, construisent des maisons en pierre de plan circulaire.

- Kourgane de Kostromskaya, dans la région de Kouban, fouillé par l'archéologue russe Nikolaï Vesselovski en 1897[17]. Chambre funéraire cubique en bois surmontée d’un toit pyramidal soutenu par des poutres massives de 3,2 m, recouverte d’un tumulus de terre. Squelettes de 13 serviteurs et de 22 chevaux sacrifiés. Pointes de lances, bouclier de fer, épées. Objets d’or et de bronze provenant des colonies grecques de la mer Noire.

## Personnages significatifs

### En Grèce
- Solon (640 à 558 av. J.-C.), législateur et poète athénien, écrit un poème que l'on considère quelquefois comme la première constitution écrite du monde, celle d'Athènes ; il fut estimé de Platon et d'Aristote ; c'est un précurseur de la démocratie athénienne.
- Clisthène (Athènes), législateur athénien, fonde la démocratie athénienne (508-507 av. J.-C.).
- Pythagore, philosophe, mathématicien et astronome à Crotone (Italie).
- Thalès de Milet, mathématicien, commerçant, astronome, ingénieur, philosophe et fondateur de l'école milésienne. Il est considéré comme le père de la géométrie.
- Cléobule, tyran de Lindos à Rhodes, l’un des sept sages de la Grèce.
- Lygdamis, tyran de Naxos.
- Pisistrate, tyran d'Athènes.
- Anacharsis, philosophe scythe, précurseur des cyniques.
- Canachos (en) de Sicyone, Anténor d’Athènes, Agéladas d’Argos, Archermos de Chios, sculpteurs.
- Xénophane fonde l’école philosophique d’Élée.
- Hipponax d’Éphèse, Phocylide de Milet, Théognis de Mégare (v. -540), Ibycos de Rhêgion, poètes.
- Sappho, poétesse à Mytilène (née v. 610 av. J.-C.)
- Ésope, fabuliste.
- Thespis, poète tragique, transporte la première troupe ambulante.
- Mimnerme de Smyrne, poète didactique.

### À Rome
- Tarquin le Superbe, dernier roi de Rome.
- Publius Valerius Publicola, consul de la République romaine.
- Porsenna, roi de Clusium ayant dominé Rome entre -508 et -506 (dates incertaines).

### En Égypte
Ahmôsis II, pharaon égyptien

### En Inde
- Siddharta Gautama, aussi appelé Shakyamuni (le sage du clan des Śākya), connu sous le nom de Bouddha (l'Illuminé).

### En Chine
- Confucius, dont les préceptes moraux régissent encore la vie des Chinois.
- Lao Tseu (ou Grand Maître), le fondateur semi-légendaire du taoïsme.

### En Perse
- Zoroastre, prophète réformateur du mazdéisme, dont la profondeur intellectuelle a exercé une grande influence sur les doctrines judéo-chrétiennes.
- Cyrus II le Grand, Grand roi de Perse.

### En Mésopotamie
Nabuchodonosor II, roi de Babylone.

## Inventions, découvertes, introductions
- En Chine du Sud, débuts significatifs du procédé de la fonte du fer[18].

- Utilisation des éléphants de guerre en Inde[19].

- Apparition des clés en Grèce attribuée à Théodore de Samos ; les clés étaient déjà connues des Hébreux et des Égyptiens[20].
- Premières traces de la monnaie en Grèce antique : Milet vers 600 av. J.-C., Égine vers 570-550, Chalcis vers 550, Athènes vers 520[6].